# 竹原セキ
竹原 セキ（たけはら セキ、1878年〈明治11年〉1月11日 - 1987年〈昭和62年〉3月2日）は、長寿日本一であった広島県の女性。2021年9月時点で、110歳未満で亡くなった最後の長寿日本一の人物である。
津川イネの死後108歳130日で長寿日本一となり、1987年3月に老衰のため、広島県三和町の自宅で死去。109歳と50日。当時は日本2位と報じられた。長寿日本一の人物は白浜ワカとなった。